# Scleria baronii
Scleria baronii là loài thực vật có hoa trong họ Cói. Loài này được C.B.Clarke ex Cherm. miêu tả khoa học đầu tiên năm 1923.